# Funmi Jimoh
Oluwafunmilayo "Funmi" Jimoh, née le 29 mai 1984 à Seattle, est une athlète américaine spécialiste du saut en longueur. Elle se classe deuxième de la Ligue de diamant 2011.

## Carrière
Auteure de 6,91 m en début de saison 2008, elle se qualifie pour les Jeux olympiques grâce à sa troisième place obtenue lors des Sélections américaines de Eugene. À Pékin, Funmi Jimoh se classe 12e de la finale avec un bond à 6,29 m. En mai 2009, l'athlète américaine effectue un saut à 6,96 m (+1,6) lors du Meeting de Doha, établissant un nouveau record personnel. Troisième des Championnats des États-Unis de Eugene avec 6,77 m (+ 1,3 m/s), elle participe en août aux Championnats du monde de Berlin mais est éliminée en qualifications.
En 2011, Funmi Jimoh remporte le meeting de Doha, 1re étape de la ligue de Diamant 2011, avec 6,88 m, avant de se classer deuxième du meeting Golden Gala de Rome derrière sa compatriote Brittney Reese. Elle prend sa revanche à New York à l'occasion de l'Adidas Grand Prix où elle s'impose avec un saut à 6,48 m.
Son prénom est d'origine yoruba.